# Ранцанико
Ранцани́ко (итал. Ranzanico) — коммуна в Италии, располагается в регионе Ломбардия, в провинции Бергамо.
Население составляет 1085 человек (2008 г.), плотность населения составляет 155 чел./км². Занимает площадь 7 км². Почтовый индекс — 24060. Телефонный код — 035.
В коммуне 15 августа особо празднуется Успение Пресвятой Богородицы.

## Демография
Динамика населения:

## Администрация коммуны
- Официальный сайт: http://www.comune.ranzanico.bg.it/